# Knightia
Knightia è un genere di pesci ossei estinto appartenente agli attinotterigi. Visse tra il Paleocene medio e l'Eocene medio (60 - 45 milioni di anni fa) e i suoi resti fossili sono abbondanti negli Stati Uniti (Wyoming e Montana).

## Descrizione
L'aspetto di questo pesce era molto simile a quello di un'aringa o di una sardina, con le quali è strettamente imparentato. Raramente superava i 20 centimetri di lunghezza, e di solito le sue dimensioni si aggiravano sui 10 - 15 centimetri. Il corpo di Knightia era snello e scattante, dotato di pinne che fanno pensare a un nuoto veloce e attivo.

## Classificazione

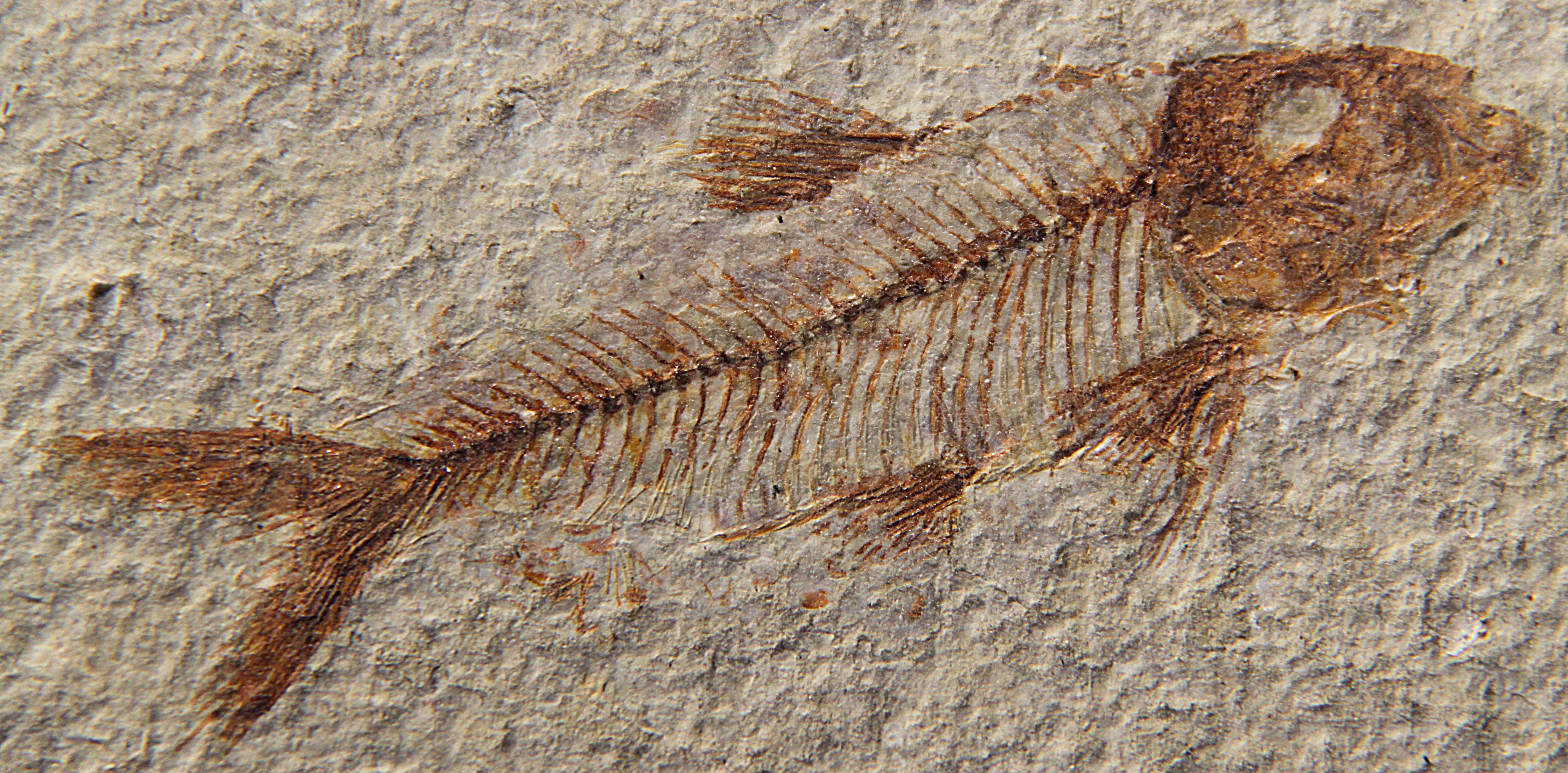
Fossile di Knightia eocaena

Lo knightia è un tipico rappresentante dei clupeiformi, un grande ordine di pesci attualmente rappresentato da numerose specie, tra cui aringhe, acciughe e sardine. In particolare, Knightia sembrerebbe essere un membro della sottofamiglia Pellonulinae, che attualmente comprende numerose forme di acqua dolce.
I fossili di Knightia sono i più comuni tra quelli rinvenuti nella famosa formazione Green River, in Wyoming, dove i resti di pesci sono conservati perfettamente. Tra le specie più note, da ricordare Knightia eocaena. Il genere Knightia è il fossile di stato dello Wyoming. Un altro clupeide di Green River è Gosiutichthys parvus.

## Stile di vita

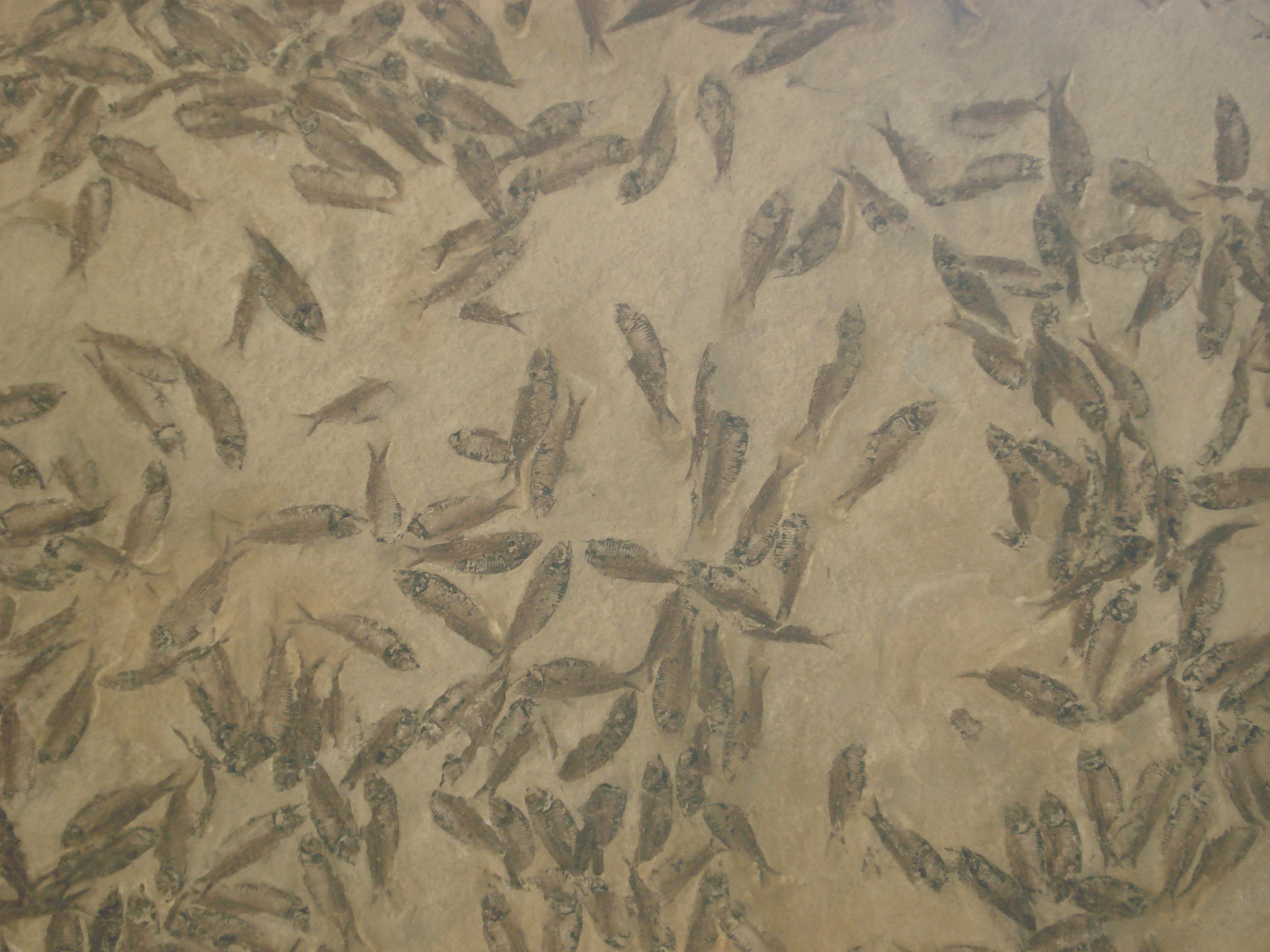
Numerosi fossili di Knightia alta

Come le odierne aringhe, anche Knightia doveva nutrirsi prevalentemente di organismi molto piccoli, come alghe e insetti, e formava banchi numerosi. Nel centro del giacimento di Fossil Lake, dove si presume ci fossero le zone più profonde del lago, sono stati ritrovati ammassati centinaia di individui, uno accanto all'altro. Probabilmente questo è il risultato di morie di massa, avvenute forse per sbalzi di temperatura o a cambiamenti di valori chimici nelle acque, causate dalla proliferazione delle alghe. Questa ipotesi è nata dal fatto che le odierne aringhe non si adattano a bruschi cambiamenti di temperatura. Questo pesce era eccezionalmente importante nell'ecosistema di Green River perché era incluso nella dieta della maggior parte dei pesci predatori dello stesso habitat.